# Гадюка звичайна
Гадю́ка звича́йна, рідко ґа́лиця (Vipera berus) — отруйна змія родини гадюкових.

## Поширення

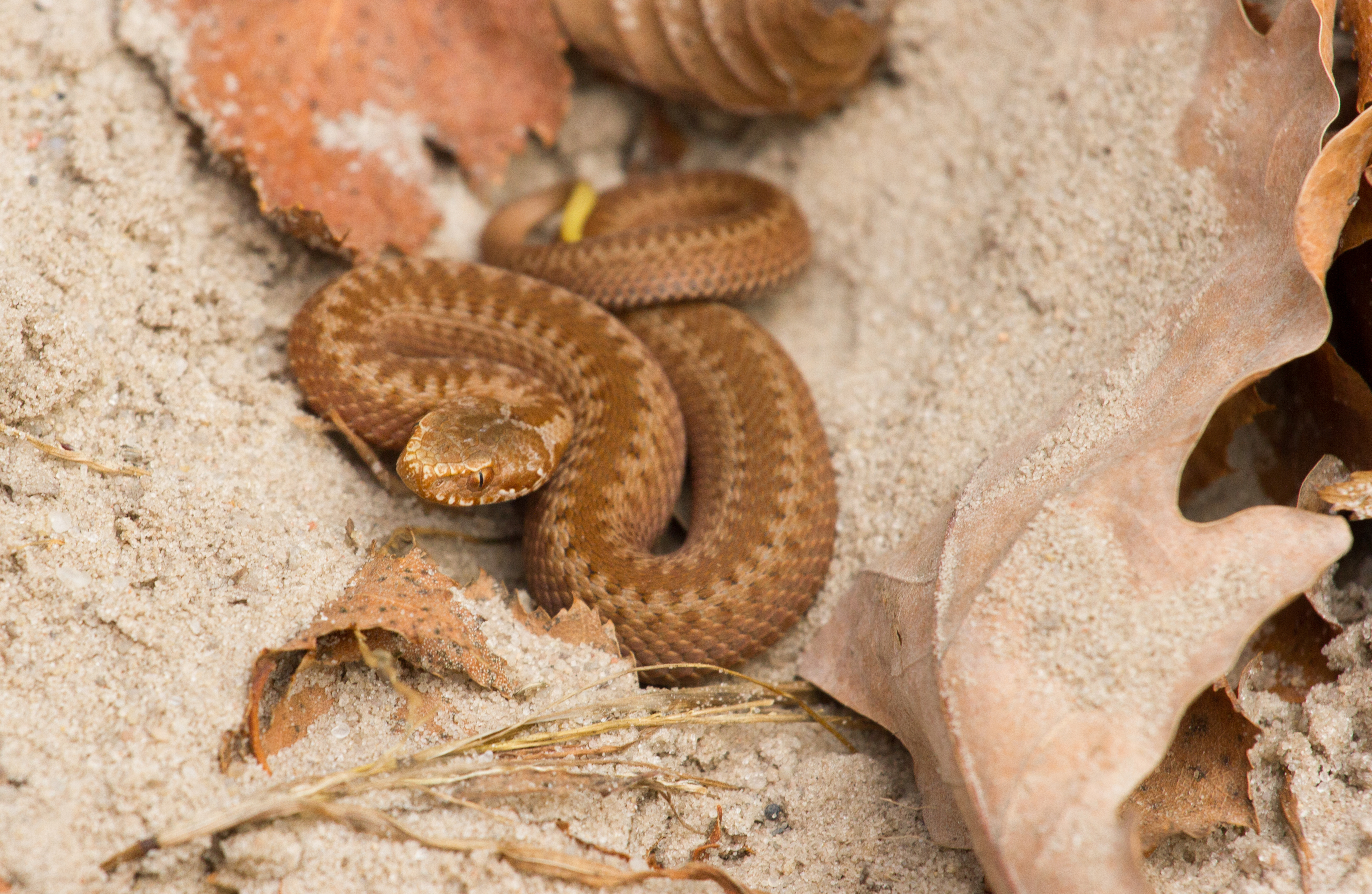
Гадюка на території Деснянсько-Старогутського національного природного парку

Це найрозповсюдженіший вид гадюк в Євразії, ареал у Європі поширюється до 68° півн. ш., на південь приблизно до 45° півн. ш., в горах — на висотах до 3000 метрів. На відміну від більшості інших видів змій, які є теплолюбивими видами, звичайна гадюка зустрічається подекуди навіть за Полярним колом (узбережжя Баренцева моря). У межах ареалу зустрічається кілька підвидів. В Україні звичайну гадюку можна зустріти в лісовій, лісостеповій зонах та в Карпатах.

## Опис

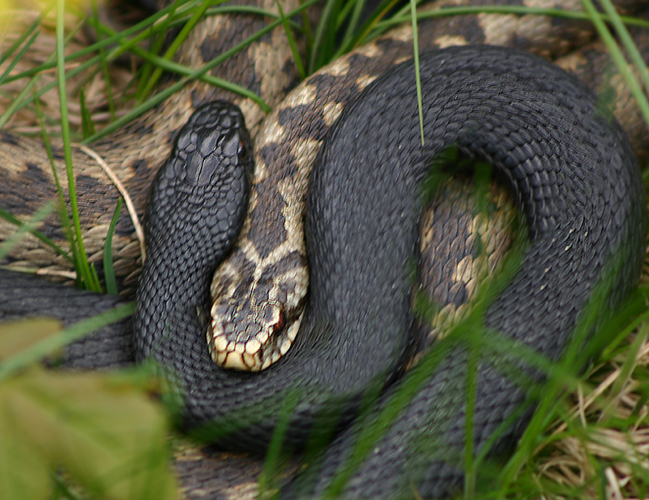
Особини звичайного та чорного забарвлення

Гадюка звичайна відносно невелика в розмірах, довжиною до 75 см. На півночі ареалу трапляються екземпляри довжиною до 1 м. Навкруги середини тіла розташовано 19 рядів лусок. Довжина хвоста у самців 8—12 см, у самиць 6—10 см. Тіло відносно товсте. Самиці зазвичай крупніші за самців. Голова округло-трикутна, чітко відмежована від шиї, на верхній частині вкрита дрібними щитками, серед яких є три крупних щитки — лобний та два тім'яних. Зіниця вертикальна. Кінчик морди заокруглений, а носовий отвір прорізано в середині носового щитка. На переднім краї верхньої щелепи розташовані крупні рухливі трубчасті отруйні зуби. Забарвлення тулуба коливається від сірого до коричневого з оливковими та червоно-бурими відтінками, з характерною темною зигзагоподібною лінією вздовж хребта та іксоподібним малюнком на голові. Від ока до кута рота тягнеться темна смуга. Кінчик хвоста світліший за тулуб,  жовтуватий або червонуватий. На півночі трапляються чорні форми. У новонароджених гадюк сірі та оливкові відтінки у забарвленні відсутні.

## Спосіб життя
В Україні найчастіше зустрічається на луках, галявинах, болотах, на берегах річок, озер і струмків. Густота заселення гадюк дуже нерівномірна. В сприятливих місцях гадюки створюють великі скупчення — їхня густота може сягати 90 особин на 1 га, але частіше не перевищує 3—8 на 1 га. Після зимівлі з'являються на поверхні землі звичайно у квітні-травні. Влітку сховищем для гадюк служать нори різноманітних тварин, пустоти в гнилих пеньках і поміж камінням, кущі, копиці сіна. Гадюки можуть поселятися в покинутих будівлях. В середній(?) смузі гадюки активні в денний час. Люблять грітися на сонці, можуть це робити й просто на стежці, на пеньках, каменях. Полюють як правило в сутінках. Харчуються переважно дрібними гризунами, жабами, комахами. Зареєстрована тривалість життя — 15 років[джерело?], згідно з деякими авторами[якими?] — до 30 років.
Зимує поодинці, невеликими групами або великими скупченнями по 200—300 особин у підземних пустотах, трухлявих деревах, норах гризунів та інших природних укриттях. Разом з гадюками тут можуть зимувати інші види змій, іноді — земноводні. Температура у таких місцях не повинна бути менше ніж +2, +4 °C. Тривалість зимівлі становить близько 180 діб, на півночі ареалу на 2—3 тижні більше, на півдні — менше.

## Розмноження
Статевої зрілості досягають у 4—5 років, при довжині тіла 340 мм у самців та 450 мм у самиць. Парування проходить через 2—4 тижні після виходу з зимової сплячки. В цей період спостерігаються турніри самців, в яких суперники намагаються притиснути голову супротивника до землі, та отримати право на самицю. Гадюка яйцеживородяча. Вагітність триває близько 3 місяців. Зародки живляться не тільки за рахунок жовтка яйця, але й за рахунок кровоносної системи матері. Самиця народжує 5—12 дитинчат довжиною 160-180 мм. У високогірних районах розвиток зародків затримується і молоді особини народжуються тільки весною наступного року. До першої линьки молоді гадюки перебувають біля гнізда, а потім розповзаються. Молоді особини кілька тижнів можуть обходитись без їжі за рахунок поживних речовин, які отримані з яйця.

## Отрута
Отрута звичайної гадюки за механізмом токсичної дії є отрутою переважно геморагічної (викликає крововилив), кровозгортаючої та місцевої некротичної дії. Чим ближче місце укусу до голови, тим він небезпечніший. Навесні отрута гадюки більш токсична, ніж влітку. Укус гадюки викликає наростаючий біль. За крововиливом розповсюджується затікання. При попаданні отрути в кров загальна реакція може розвиватися одразу або через деякий час — пів години, годину. Найчастіше це відбувається через 15-20 хвилин (дані з різних джерел). З'являється в'ялість, головний біль, нудота, інколи блювання, пришвидшений пульс, паморочиться голова. Але попри те, що отрута гадюки досить сильна, летальні випадки трапляються досить рідко.